# Gustav Jensen (politiker)
 For alternative betydninger, se Gustav Jensen. (Se også artikler, som begynder med Gustav Jensen)
Gustav Erik Zenius Jensen (14. juli 1901 på Frederiksberg – 27. marts 1979) var en dansk mejeriarbejder og borgmester.
Han var søn af arbejdsmand Peter Jensen (død 1944) og hustru Kirsti f. Andersdotter (død 1946), blev medlem af Rødovre Sogneråd 1. april 1933, sognerådsformand 1937 og borgmester i Rødovre Kommune 1952-1970 for Socialdemokratiet.
Han var desuden medlem Københavns Amtsråd 1943-1946 og 1954-1970, medlem af bestyrelsen for De københavnske Forstæders Bank og Dansk Vandteknisk Forening, medlem af centralstyrelsen for Nationalforeningen til Tuberkulosens Bekæmpelse og af Landsforeningen Dansk Arbejdes Københavnsudvalg, medlem af bestyrelsen for Dansk Almennyttigt Boligselskab.
Han blev gift 12. maj 1937 med Yrsa J., f. 25. januar 1896 i København, datter af gasværksarbejder J C Andersen (død 1945) og hustru Nielsine f. Hansen (død 1952).
Han oprettede Borgmester Gustav Jensen og hustrus Legat til fordel for kronisk syge og invalider.
Efter hans død i 1979 omdøbtes Carlsro Midtervej til Borgmester Gustav Jensens Vej. Det nye navn blev taget i brug på Gustav Jensens fødselsdag.